# Asartodes
Asartodes is een geslacht van vlinders van de familie snuitmotten (Pyralidae).

## Soorten
- A. monspesulalis (Duponchel, 1834)
- A. zapateri (Ragonot, 1882)